# Remo Sabatini
Remo Sabatini, né le 10 juin 1926 à Pérouse en Ombrie et mort le 28 octobre 2009 dans la même ville, est un coureur cycliste italien, professionnel de 1946 à 1953. 

## Palmarès
- 1949
  - Grand Prix Monti Terni
- 1950
  - Giro Valle de Crati
  -  Coppa Città di Milazzo- Championnat d'Italie sur route des indépendants
  - Grand Prix Montemaggio
- 1951
  - 2e du Giro Valle de Crati
  - 3e du Trophée Matteotti
- 1952
  - 3e de la Coppa Tagliabue

## Résultats sur les grands tours

### Tour de France
- 1950 : abandon (12e étape)

### Tour d'Italie
- 1951 : 38e